# Au prix du papyrus
Au prix du papyrus est un recueil de nouvelles de science-fiction d'Isaac Asimov composé à partir du recueil original anglais The Winds of Change and Other Stories paru en 1983 et qui rassemble des nouvelles aussi bien primitives que tardives dans la carrière de leur auteur. La majorité d'entre elles datent cependant de la seconde moitié des années 1970 et du début des années 1980, seconde période SF d'Isaac Asimov. Ce recueil a été découpé en France en deux parties : Au prix du papyrus en est la première et a été publiée pour la première fois en 1985.
En 2016, les éditions Gallimard rééditent dans la collection Folio SF le recueil original en un seul volume sous le titre Les Vents du changement et autres nouvelles.

## Nouvelles
- Au prix du papyrus ((en) How It Happened, 1978)
- Bon goût ((en) Good Taste, 1976)
- Certitude ((en) Sure Thing, 1977)
- Crédible ((en) Belief, 1953)
- De peur de se souvenir ((en) Lest We Remember, 1982)
- La Dernière Navette ((en) The Last Shuttle, 1981)
- La Dernière Réponse ((en) The Last Answer, 1979)
- D'un coup d'œil ((en) To Tell A Glance, 1983)[1]
- Les idées ont la vie dure ((en) Ideas Die Hard, 1957)